# Herberts Vasiļjevs
Herberts Vasiļjevs (ur. 23 maja 1976 w Rydze) – łotewski hokeista, reprezentant Łotwy, trzykrotny olimpijczyk.
Posiada także obywatelstwo niemieckie. Jego ojciec Haralds (1952–2024) i wujek Edmunds (ur. 1954) także byli hokeistami.

## Kariera
- Krefelder EV 1981 (1994-1995)
- Guelph Storm (1995-1996)
- Carolina Monarchs (1996-1997)
- Port Huron Border Cats (1997)
- Beast of New Haven (1997-1998)
- Florida Panthers (1998)
- Kentucky Thoroughblades (1998-1999)
- Atlanta Thrashers (1999-2001)
- Orlando Solar Bears (1999-2001)
- Vancouver Canucks (2001-2002)
- Manitoba Moose (2001-2003)
- Amur Chabarowsk (2003-2004)
- Nürnberg Ice Tigers (2004-2005)
- Krefeld Pinguine (2005-2017)

Wychowanek niemieckiego klubu z Krefeld (w czasie jego młodości ojciec Haralds był trenerem tego klubu). Od 1995 do 2003 grał w Ameryce Północnej, wpierw w kanadyjskiej lidze juniorskiej OHL w ramach CHL, a następnie w amerykańskich ligach AHL, IHL i NHL (w NHL rozegrał 51 meczów). Po powrocie do Europy rozegrał jeden sezon w superlidze rosyjskiej, a w 2004 ponownie trafił do Niemiec i od tego czasu rozpoczął grę w tamtejszych rozgrywkach DEL - przez rok w Norymberdze, zaś w 2005 został zawodnikiem macierzystego klubu Krefeld Pinguine. Od 2007 do końca gry w barwach tej drużyny był jej kapitanem. Pod koniec lutego 2017, po sezonie DEL (2016/2017), w wieku 40 lat ogłosił zakończenie kariery. W swojej karierze nie grał w zespole klubowym z Łotwy.
Uczestniczył w turniejach mistrzostw świata w 1998, 2000, 2004, 2005, 2006, 2007, 2008, 2009, 2010, 2011, 2014 oraz zimowych igrzysk olimpijskich 2006, 2010, 2014.

## Sukcesy
Klubowe

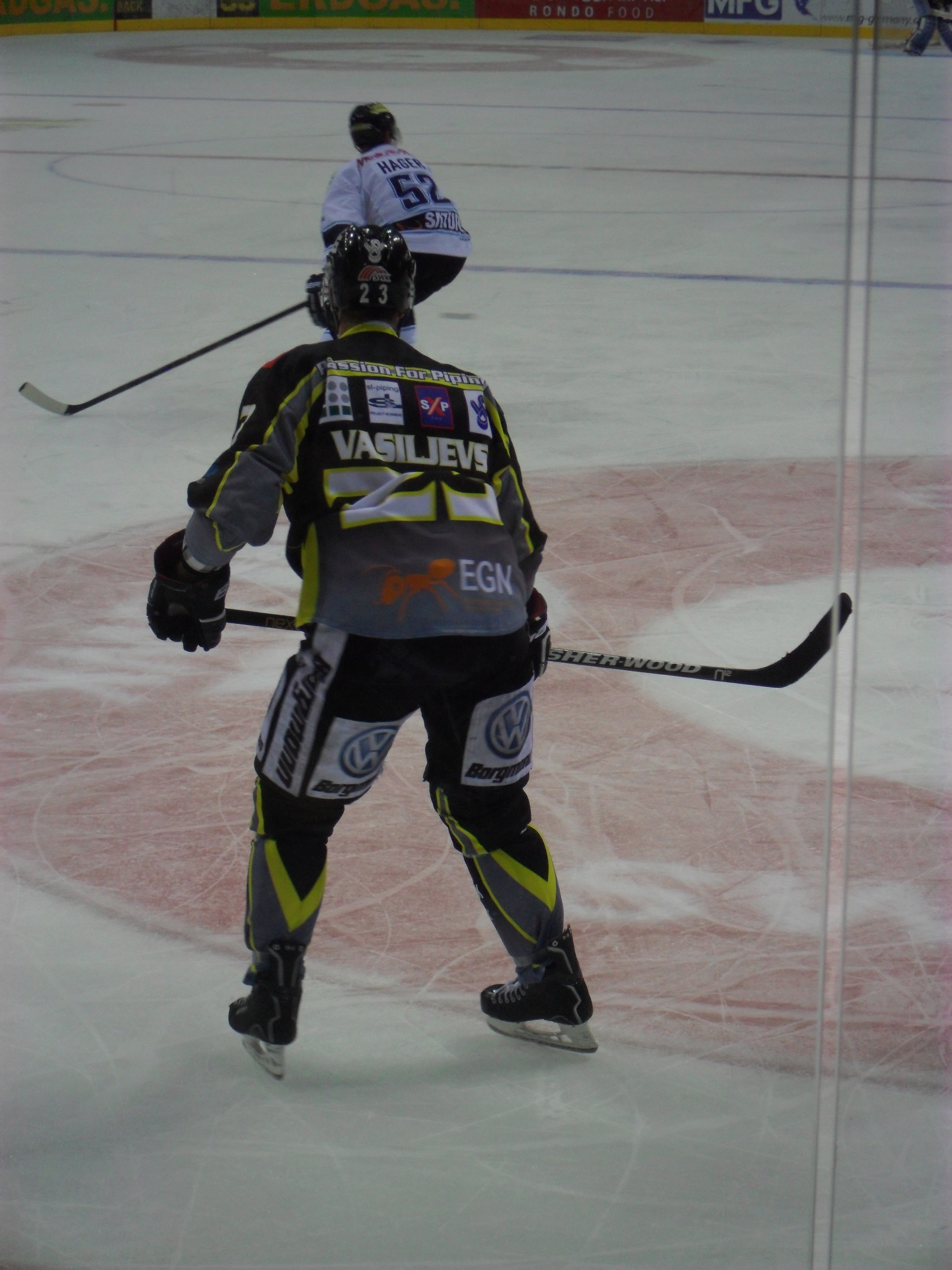
Herberts Vasiļjevs w barwach Krefeld Pinguine (2008)

- Turner Cup - mistrzostwo IHL: 2001 z Orlando Solar Bears
- Emms Trophy: 1996 z Guelph Storm
- Hamilton Spectator Trophy: 1996 z Guelph Storm

Indywidualne
- AHL 1997/1999:
  - Najlepszy zawodnik tygodnia - 12 kwietnia 1998
- DEL 2006/2007:
  - Mecz Gwiazd DEL
  - W meczu 15 grudnia 2006 przeciw Frankfurt Lions uzyskał 8 punktów za 4 gole i 4 asysty mając tym samym udział przy wszystkich golach zespołu
  - Pierwsze miejsce w klasyfikacji strzelców w sezonie zasadniczym: 30 goli
  - Pierwsze miejsce w klasyfikacji strzelców goli w osłabieniu w sezonie zasadniczym: 30 goli
  - Drugie miejsce w klasyfikacji +/- w sezonie zasadniczym: +23
  - Najlepszy skrzydłowy sezonu
  - Najlepszy zawodnik sezonu
- DEL 2007/2008:
  - Mecz Gwiazd DEL
- Mistrzostwa Świata w Hokeju na Lodzie 2008/Elita:
  - Jeden z trzech najlepszych zawodników reprezentacji na turnieju
- DEL 2008/2009:
  - Mecz Gwiazd DEL, w tym Najbardziej Wartościowy Zawodnik (MVP) wśród graczy europejskich
  - Najlepszy skrzydłowy sezonu
- Mistrzostwa Świata w Hokeju na Lodzie 2010/Elita:
  - Jeden z trzech najlepszych zawodników reprezentacji na turnieju
- DEL (2012/2013):
  - Pierwsze miejsce w klasyfikacji +/- w sezonie zasadniczym: +25